# Colgate-Palmolive Masters 1978 - Doppio
Il doppio del torneo di tennis Colgate-Palmolive Masters, facente parte della categoria Grand Prix, ha avuto come vincitori Peter Fleming e John McEnroe che hanno battuto in finale 6–4, 6–2, 6–4 Wojciech Fibak e Tom Okker.

## Tabellone

### Legenda
| - Q = Qualificato - WC = Wild card - LL = Lucky loser | - ALT = Alternate - SE = Special Exempt - PR = Protected Ranking | - w/o = Walkover - r = Ritirato - d = Squalificato |

|  | Semifinali                 | Semifinali                 | Semifinali                 | Semifinali | Semifinali |  |  | Finale                     | Finale                     | Finale                     | Finale                     | Finale | Finale | Finale |  |
|  |                            |                            |                            |            |            |  |  |                            |                            |                            |                            |        |        |        |  |
|  | Wojciech Fibak Tom Okker   | Wojciech Fibak Tom Okker   | Wojciech Fibak Tom Okker   | 6          | 6          |  |  |                            |                            |                            |                            |        |        |        |  |
|  | Bob Lutz Stan Smith        | Bob Lutz Stan Smith        | Bob Lutz Stan Smith        | 4          | 3          |  |  | Wojciech Fibak Tom Okker   | Wojciech Fibak Tom Okker   | Wojciech Fibak Tom Okker   | Wojciech Fibak Tom Okker   | 4      | 2      | 4      |  |
|  | Peter Fleming John McEnroe | Peter Fleming John McEnroe | Peter Fleming John McEnroe | 6          | 6          |  |  | Peter Fleming John McEnroe | Peter Fleming John McEnroe | Peter Fleming John McEnroe | Peter Fleming John McEnroe | 6      | 6      | 6      |  |
|  | Bob Hewitt Frew McMillan   | Bob Hewitt Frew McMillan   | Bob Hewitt Frew McMillan   | 1          | 4          |  |  |                            |                            |                            |                            |        |        |        |  |